# The Coming
The Coming – pierwszy solowy album Busty Rhymesa, wydany w 1996 roku przez Flipmode Records i Elektra Records. Motywem tej płyty jest apokalipsa.

## Lista utworów
1. "The Coming (Intro)"  (featuring Lord Have Mercy, Rampage)
2. "Do My Thing"
3. "Everything Remain Raw"
4. "Abadon Ship"  (featuring Rampage)
5. "Woo Hah!! Got You In All Check"  (featuring Rampage)
6. "It's A Party"  (featuring Zhane)
7. "Hot Fudge"
8. "III Vibe"  (featuring Q-Tip)
9. "Flipmode Squad Meets Def Squad"  (featuring Jamal, Keith Murray, Lord Have Mercy, Rampage, Redman)
10. "Still Shining"
11. "Keep It Movin"  (featuring Leaders of the New School, Rampage)
12. "The Finish Line"
13. "The End Of The World (Outro)"  (featuring Spliff Star, Wade Thoren)

## Pozyje na listach przebojów

### Album
| Rok  | Album      | Pozycja na liście przebojów | Pozycja na liście przebojów |
| Rok  | Album      | Billboard 200               | Top R&B/Hip Hop Albums      |
| ---- | ---------- | --------------------------- | --------------------------- |
| 1996 | The Coming | 6                           | 1                           |

### Singiel
| Rok  | Piosenka                         | Pozycja na liście przebojów | Pozycja na liście przebojów      | Pozycja na liście przebojów | Pozycja na liście przebojów | Pozycja na liście przebojów        |
| Rok  | Piosenka                         | Billboard Hot 100           | Hot R&B/Hip-Hop Singles & Tracks | Hot Rap Singles             | Rhythmic Top 40             | Hot Dance Music/Maxi-Singles Sales |
| ---- | -------------------------------- | --------------------------- | -------------------------------- | --------------------------- | --------------------------- | ---------------------------------- |
| 1996 | "Woo Hah!! Got You All In Check" | 8                           | 6                                | 1                           | 24                          | 1                                  |